# Aliança Satchō

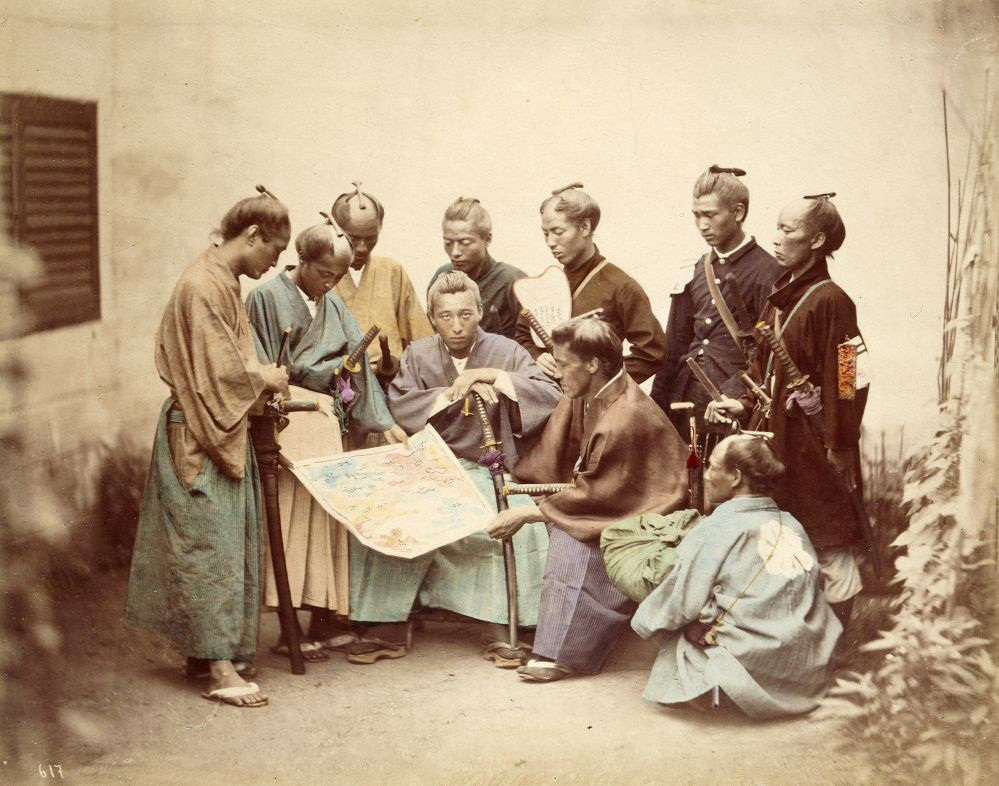
Samurais del clan Satsuma, membres de l'Aliança Satchō, lluitant al bàndol imperial durant el període de la Guerra Boshin.

L'Aliança Satsuma-Chōshū (薩摩長州同盟, Satsuma-Chōshū dōmei), o Aliança Satchō, va ser una aliança militar entre els dominis feudals de Satsuma i Chōshū formada en 1866 per combinar els seus esforços per restaurar el domini imperial i enderrocar el shogunat Tokugawa del Japó.
El nom Satchō (薩 長) és una abreviatura que combina els noms de les províncies Satsuma (actual Prefectura de Kagoshima) i Chōshū (actual Prefectura de Yamaguchi), dos dels dominis tozama imperialistes més fortes en el període Edo del Japó.

## Història
En la dècada de 1860, Satsuma tendia a prendre una posició moderada cap al manteniment de l'statu quo, mentre que Chōshū s'havia convertit en el centre d'un aixecament encaminat a enderrocar el govern. A través de la mediació de Sakamoto Ryōdt del domini de Tosa (actual Prefectura de Kōchi), els caps militars de Satsuma Saigō Takamori i Ōkubo Toshimichi van ser reunits amb Katsura Kogorō (Kido Takayoshi) de Chōshū. Tot i que els dos dominis havien estat enemics acèrrims tradicionalment, els seus líders van convenir que el moment era l'adequat per a un canvi, i van convenir en principi a ajudar-se mútuament en cas que qualsevol fos atacat per un tercer. A més, Chōshū necessitava desesperadament armes modernes, però tenia contactes molt limitats amb les potències occidentals. Satsuma, d'altra banda, havia desenvolupat un comerç substancial d'armes amb Gran Bretanya a través de Thomas Blake Glover, un comerciant escocès afiliat amb Jardine Matheson. Per suggeriment de Sakamoto, Saigo va ajudar a negociar un acord per proveir Chōshū amb les armes que necessitava per lluitar contra el shogunat Tokugawa.
Malgrat aquesta assistència, encara hi havia considerable desconfiança entre els dos dominis. L'1 de març de 1866, el shogunato va exigir la retirada i el confinament del dàimio de Chōshū Mōri Takachika i la reducció d'ingressos del domini per 100.000 koku. Això va enfurismar a l'adreça de Chōshū, i va conduir a un acord formal, de sis punts amb Satsuma. L'abast de l'acord era bastant limitat. Satsuma va accedir a ajudar a Chōshū a obtenir un indult de la Cort Imperial. Si això fallava i el Shogunato atacava, Satsuma enviaria 2000 tropes a Kyoto; però, Satsuma es comprometria a enfrontar-se al Shogunate en combat només si Kuwana, Aizu o la guàrdia personal de Tokugawa Yoshinobu intentés bloquejar l'accés de Satsuma al Emperador.
L'Aliança va ser crucial per permetre que Chōshū suportés una expedició punitiva muntada pel shogunat Tokugawa en l'estiu de 1866, el que va provocar una derrota impressionant per als exèrcits Tokugawa. Durant la subsegüent Guerra Boshin de 1867-1868, els exèrcits imperials que finalment van enderrocar el Shogunato van ser principalment samurais de l'aliança Satchō. Amb l'establiment de la restauració Meiji, els homes d'aquests dos dominis van dominar el nou govern de Meiji al segle xx.